# Фемінізм першої хвилі
Фемінізм першої хвилі - період феміністичної діяльності протягом ХІХ та початку ХХ століття у всьому західному світі. Основна увага приділялася правовим питанням, насамперед забезпеченню виборчих прав жінок (голосувати та обиратися на виборні посади).
Термін запроваджений журналісткою Мартою Лір у статті New York Times у березні 1968 під назвою «Фемінізм другої хвилі: чого хочуть ці жінки?».   Фемінізм першої хвилі характеризує зосередження на боротьбі за політичні права жінок. 
Незважаючи на те, що метафора з хвилями добре відома, в тому числі в академічній літературі, її критикують за звуження погляду на визволення жінок, який стирає лінію активізму та фокусується на конкретних видимих дійових особах.

## Витоки
Рухи за права жінок розпочались задовго до ХХ століття. У роботі «Друга стать» Симона де Бовуар писала, що першою жінкою, яка «взялася за перо на захист своєї статі», була Христина Пізанська у XV столітті.  Профеміністи Агріппа Неттесгаймський та Модеста ді Поццо ді Форці працювали в XVI столітті.  Книга «Рівність статей» Марі ле Жар де Гурне, Енн Бредстрі та Франсуа Пуллен де ла Барре вийшла в 1673 р. Феміністична діяльність до першої хвилі називається протофемінізмом. 

### Мері Волстонкрафт
На період, в який писала Мері Волстонкрафт, вплинули Руссо і філософія Просвітництва. Батько Просвітництва визначив ідеальне демократичне суспільство, яке базувалося на рівності чоловіків, де жінки часто зазнавали дискримінації. Волстонкрафт заснувала свою роботу на ідеях Руссо.  Її ідея полягала в розширенні демократичного суспільства Руссо, але на основі гендерної рівності. Мері Вулстонкрафт сміливо висловилася щодо включення жінок у суспільне життя; звужувала на важливості жіночої освіти.  Вона впровадила термін «ліберальний фемінізм» і присвятила свій час зміні традиційних гендерних ролей.
Волстоункрафт опублікувала один з перших феміністичних трактатів «На захист прав жінок» (1792), в якому вона виступала за соціальну та моральну рівність статей, продовжуючи, у 1790 році вона випустила брошуру «Підтвердження прав чоловіків». Її пізніше недописаний роман «Марія, або Неправильні жінки» заслужив значну критику, де обговорювались сексуальні бажання жінок. Вона померла молодою, і її вдовець, філософ Вільям Ґодвін, написав про неї мемуари, які всупереч його намірам знищили її репутацію.
Волстоункрафт вважається «праматір'ю» британського феміністичного руху, її ідеї сформували мислення суфражисток, які агітували за право голосу жінок.

### Ранні американські зусилля

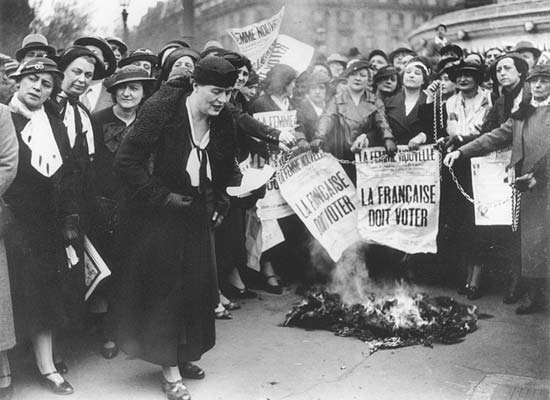
Луїза Вайс разом з іншими паризькими суфражистками в 1935 році. Заголовок газети в перекладі говорить: «ФРАНЦУЖЕНКА МАЄ ГОЛОСУВАТИ».

Ранній фемінізм був прямо пов'язаний з рухами аболіціонізму. Деякі з цих ранніх активістів та активісток включають Сожурне Трус, Елізабет Блеквелл, Лаура Джейн Аддамс та Дороті Дей.  Першою хвилею фемінізму в основному керували білі жінки середнього класу, і лише на другій хвилі фемінізму кольорові жінки почали також активно включатись.  Термін фемінізм був створений як політична ілюстрована ідеологія в той період. Фемінізм з’явився у виступі про реформування та виправлення демократії, що базується на рівноправних умовах. 

## Освіта
Освіта серед молодих швейцарських жінок була дуже важливою під час їх боротьби за виборчі права. Виховання молодих жінок у суспільстві, важливість самоідентичності та відвідування школи було дуже важливим для громадськості та для того, щоб жінки зрозуміли, якими є їхні потенційні можливості. Швейцарські суфражистські рухи вважали, що для молодих жінок важливо знати, що в їхньому житті є не лише народження дітей, що на той час було дуже універсальною думкою. За оцінками лорда Девіда Віллеттса 2015 року, у 2013 році відсоток студентів магістрантів у Великій Британії становив 54 відсотки жінок та 46 відсотків чоловіків. Тоді як у 1960-х роках лише 25 відсотків денних студентів у Сполученому Королівстві були жінками. Збільшення кількості жінок, які ходять до школи та вносять свій внесок в освітню систему, може бути пов'язане з рухами жінок щодо виборчого права, спрямованими на заохочення жінок до вступу до школи та отримання вищої освіти. 

## В Україні
В Імперській Росії було незаконно створювати політичні організації до революції 1905 року. Через це не існувало організованого руху за права жінок, подібного до руху на Заході. Однак на практиці протягом XIX століття був жіночий рух. (Див. Маріїнська жіноча гімназія, Перша приватна жіноча гімназія).
Кримська війна виявила Російську імперію менш розвиненою, ніж Західну Європу, що призвело до низки реформ, серед яких освітні реформи та заснування шкіл для дівчат. Жінки фактично виступали за реформи у правах жінок через свої літературні клуби та благодійні товариства. Їх головним інтересом були нові можливості навчання та роботи. До прикладу, в Катеринославі, нині Дніпро, на базі Катеринославських вищих жіночих курсів за сприяння Товариства піклування про жіночу освіту  призвело до створення Катеринославського університету та Катеринославської медичної академії.
Після революції 1905 р. політичні організації в Російській імперії стали легальними, і жіночий рух зміг організуватися у формі Лиги равноправия женщин, яка того ж року розпочала кампанію за виборчі права жінок. Російська революція 1917 р. формально зробила чоловіків і жінок рівними в очах закону в Радянському Союзі, але також заборонила всі організовані жіночі рухи.